# William Pitt, 1.º Conde de Chatham
William Pitt, 1.º Conde de Chatham (15 de novembro de 1708 – 11 de maio de 1788) foi um estadista britânico, ministro da Guerra durante a guerra dos Sete Anos, quando conduziu seu país à vitória sobre a França, e primeiro-ministro (1766–1768).

## Biografia

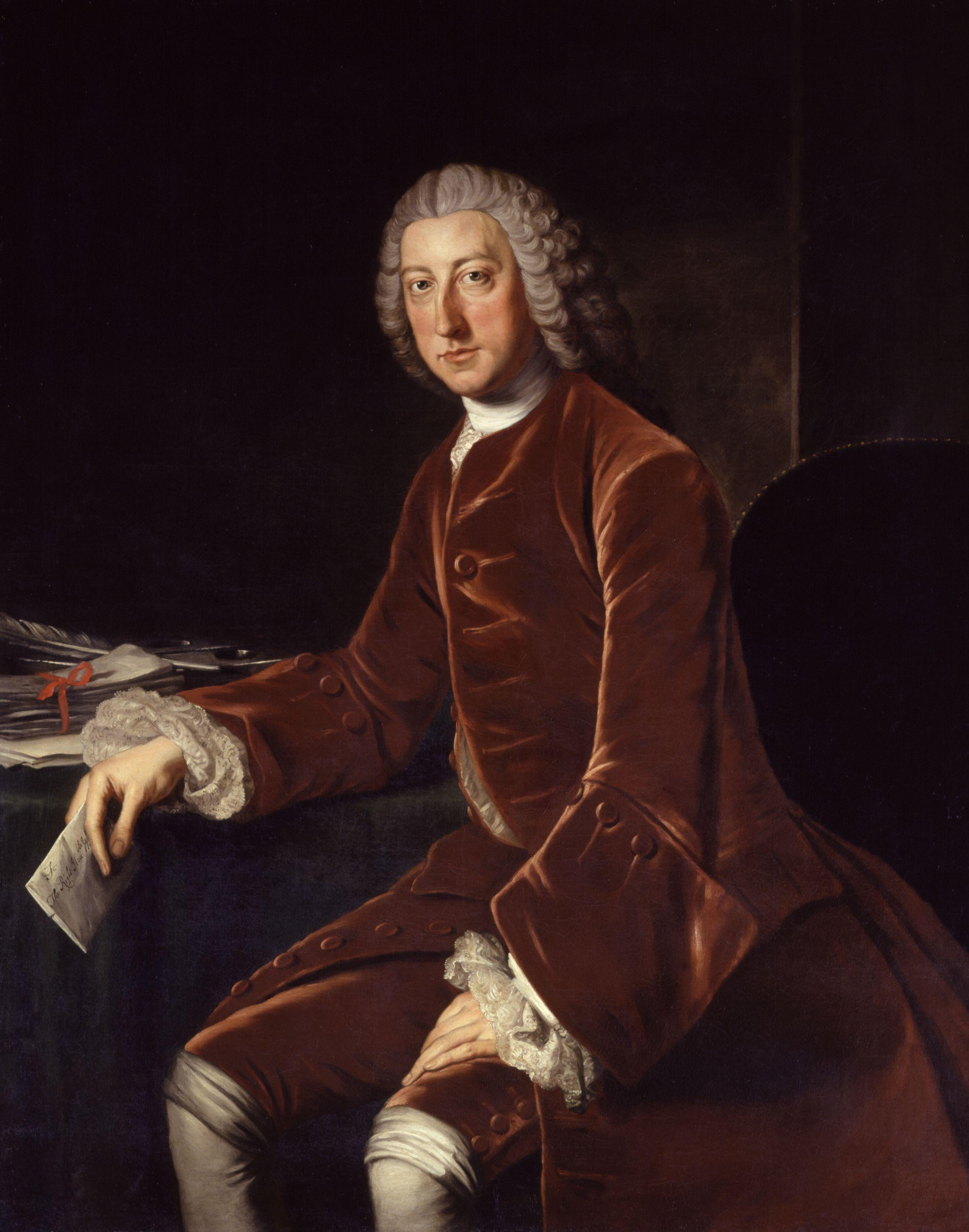
Quando foi primeiro-ministro da Grã-Bretanha, Pitt, o Velho, sustentou que o país deveria tornar-se um grande império marítimo e assentou as bases do poderio britânico dos séculos XVIII e XIX. Alcançou a vitória para seu país frente à França na Guerra dos Sete Anos. Também destacou-se por defender os direitos dos colonos norte-americanos.

William Pitt nasceu em 15 de novembro de 1708 em Londres. A situação econômica da sua família, cuja fortuna fora amealhada por Thomas Pitt, o seu avô, que enriquecera na Índia, permitiu-lhe desfrutar de uma cuidada educação no Colégio de Eton, no Trinity College, na Universidade de Oxford e na Universidade de Utrecht, Países Baixos.
Ingressou na vida política em 1735, como membro da Câmara dos Comuns. Defendeu a tese de que o poderio marítimo e as possessões coloniais seriam mais importantes para seu país do que as conquistas européias, por serem as colônias a base do sistema comercial britânico. Liderou, por seus dotes oratórios, a corrente dos "patriotas" contra o pacifismo de Sir Walpole e contribuiu para a queda do seu ministério em 1742, além de opor-se à política do rei Jorge II. Este o afastou mediante sua nomeação para cargos executivos na administração, nos quais adquiriu fama como homem honesto.
Retornou à vida política pela pressão da opinião pública ante as primeiras derrotas britânicas na Guerra dos Sete Anos contra a França (1756 a 1763) (perda de Menorca e Calcutá). De início a Inglaterra estava muito debilitada, todavia fortaleceu-se em 1757, quando William Pitt e o duque de Newcastle, numa combinação de experiência e entusiasmo, formaram um ministério dominado pelo primeiro. No poder, Pitt aplicou a tática de enfrentar a França em suas colônias e no mar, o que conduziu à vitória britânica. Dessa época data também o domínio britânico sobre o Canadá. A morte de Jorge II, em 1760, mudou a situação política, já que seu sucessor, Jorge III, decidiu reinar de forma pessoal. Pitt deixou o governo em 1761, quando o rei e o Parlamento rejeitaram seu conselho para atacar a Espanha. Criticou fortemente o Tratado de Paris (1763), apesar de garantir à Grã-Bretanha a situação de potência dominante.
No segundo período à frente do governo, entre 1766 e 1768, foi feito visconde de Pitt e conde de Chattam. Defendeu com sucesso a resistência dos colonos americanos à Lei do Selo (Stamp Act), vindo a conseguir a anulação da mesma, numa tentativa de sustar as medidas que levariam à guerra de independência americana. O rei Jorge III atribuiu-lhe a liderança de um governo não-partidário para tentar resolver as tensões criadas entre a metrópole e a colónia; contudo, o seu segundo ministério falhou, vindo a desintegrar-se em 1768. Em 1778, na Casa dos Lordes, proferiu um discurso contra a independência americana que marcou o fim da sua carreira política.
Ao retirar-se da política ativa, encontrava-se abalado física e mentalmente. Pitt morreu em 11 de maio de 1788 em Hayes, Kent. Seu filho, William Pitt, foi um dos mais brilhantes primeiros-ministros da Inglaterra e restabeleceu a prosperidade depois da crise causada pela Guerra da Independência dos Estados Unidos
Parte da sua família, como netos e bisnetos, juntaram-se à então "Corte Real Brasileira", em 1893. Caracterizando como abandono de bens, em 1905 toda a fortuna da família Pitt foi entregue à recente bolsa de "fundos monetários".[carece de fontes?]
Em sua homenagem foi designado um longo estreito no Canadá, o estreito de Chatham.